# Лестер дель Рей
Лестер дель Рей (англ. Lester del Rey; нар. 2 червня 1915 — 10 травня 1993) — американський письменник-фантаст і редактор Дель Рей Букс. Лауреат премії «Гросмейстер фантастики» за заслуги перед жанром (1991).

## Біографія

### Дитинство
Лестер дель Рей народився 2 червня 1915 року в Клайдсдейлі (штат Міннесота, США) у небагатій фермерській родині, що переїхала з Латинської Америки. Мати Лестера померла одразу після пологів. Батько Франсиско Сієрра-і-Альварес дель-Рей-і-де-Лос-Уэрдес, розміняв шостий десяток. Незабаром у хлопчика з'явилася мачуха, якіц він абсолютно не хотів підкорятися. Родина була дуже бідною. Ще підлітком майбутній письменник почав самостійно заробляти на життя. З 12 років він пішов на роботу в заїжджий цирк. Потім збирав фрукти в штаті Вашингтон, був водоносом в Айдахо, чистильником чобіт в Чикаго, кухарем в мексиканському ресторанчику в Каліфорнії, працював він і в Мексиці, і, навіть, на Алясці. Ще в школі Лестер дуже полюбив читати. Дуже полюбляв наукову фантастику, в тому числі твори Жуля Верна, Герберта Веллса, Вільяма Берроуза.

### Освіта
В 1927 році Лестер закінчив початкову школу, почав вчитися в середній школі, яку так і не закінчив. У 1930 році він роздобув довідку про закінчення середньої школи і поступив до Університету Джорджа Вашингтона, на факультет журналістики. Провчившись два роки, він кинув університет в 1932 році. Освіта залишилась не закінченою.

### Юність
У 1930 році, у віці 15 років, у Мексиці, Лестер одружився. Однак, ця історія закінчилась тагічно: через три місяці після одруження його дружина впала з коня і загинула. Юнак повернувся в батьківський будинок а потім переїхав у Вашингтон, до свого дядька Джорджа Неппа, який прийняв Лестера як сина. Займаючись в університеті журналістикою, слухаючи курси природничих наук і підробляючи у дядька машинописом, Лестер так і не зміг вирішити, чим займатися далі. До 1937 року Лестер працював секретарем і рахівником в одній столичній фірмі. Незабаром, за його словами, вся його родина, крім сестри, загинула в автокатастрофі. Новина підкосила його, і врятувало його життя лише екстрене втручання лікарів, що наполягли на операції.
Лікування і похорони родичів з'їли останні кошти, і в 22 роки Лестер Дель Рей опинився на вулиці без житла, роботи і без грошей. Він знову продавав журнали, розносив пошту, мив посуд у ресторані. Це приносило 5—6 доларів на тиждень, майбутнє виглядало абсолютно безпросвітним. Єдиним «променем світла» залишалася література. Лестер Дель Рей відкрив для себе англійську і американську поезію, спробував писати вірші сам, але швидко охолов до цього заняття, вирішивши, що не володіє поетичним талантом.

## Творчість

### Початок літературної діяльності
Протягом перших десяти років Лестер був пов'язаний лише з Кемпбеллом, і публікувався лише в Astounding Science Fiction, випустивши в «ASF» понад 40 творів.
Перше своє фантастичне оповідання «The Faithful» («Вірний, як пес»), що вийшло в 1938 році, історію про цивілізацію розумних псів, що йде на зміну людству, Лестер дель Рей написав за одну ніч.
Друге опубліковане оповідання «Гелен О'Лой» (чи «Олена спЛав»), що було опубліковане в тому ж 1938 році, стало класикою наукової фантастики про роботів. В оповіданні «Реінкарнат» (1940) він вперше в науковій фантастиці описав кіборга.
Дель Рей розглядав проблеми, пов'язані з технікою під етичним кутом зору.
У його творах на першому плані — психологія героїв. Цікава в цьому плані новела «Корпорація „Майбутнє“» (1941), герой якої — фанатичний пуританин. Потрапивши після смерті на небо, він відмовляється вірити своїм очам: поруч із ним розгулюють під небесними кущами ті, кого герой в земному житті вважав закоренілими злочинцями! Інший приклад більш ніж вільного поводження з релігійними і міфологічними сюжетами — розповідь «Сопілки Пана» (1940), герой якого, грецький бог з ріжками і копитами, змушений заробляти на життя грою в джаз-ансамблі, після того як помер його останній жрець на Землі.

### Класик жанру
Дель Рей став живим класиком жанру, опублікувавши свій перший роман «Нерви» (1942, доопрацьований до роману — 1956). Аварія на атомній електростанції загрожує знести з лиця землі половину США. Світ поставлений на межу глобальної ядерної катастрофи. А єдина людина, здатний впоратися з некерованою реакцією, живцем похований в радіоактивних нетрях…
У 1950-ті роки дель Рей був одним із головних письменників-фантастів, які пишуть для підлітків (поряд із Робертом Гайнлайном і Андре Нортон). У 1954 році Дель Рей у співавторстві з Фредериком Полом (під загальним псевдонімом Чарльз Шаттерфильд) опублікував у журналі повість «Більше ніяких зірок». Повість сподобалася читачам, і Дель Рей запропонував Полові переробити повість роман. Пол був зайнятий іншими проектами і дозволив співавтору самостійно зробити це. І Дель Рей самостійно доповнив і переписав повість, і під назвою «Небо падає» (1963, доопрацьовану у 1973), вона увійшла в «золотий фонд» фантастичної прози.
Серед сольних романів Дель Рея можна виділити такі романи як: «Поліція вашої планети» (1953) — це один із найкращих творів американської наукової фантастики, що розповідає про колонізацію інших космічних світів; «Одинадцята заповідь» (1962, доопрацьований в 1970), що являє собою приклад уїдливої соціальної сатири, причому, спрямованої на адресу римсько-католицької церкви недалекого майбутнього. Нарешті, драматична сюжетна колізія в романі «Псимати» (1971): його герой, виявивши у себе екстрасенсорні здібності, одночасно дізнається, що всіх телепатів в незабаром чекає невідворотне божевілля…
Наприкінці 1970-х років Дель Рей написав історію американської «журнальної» наукової фантастики ХХ століття — «Світ наукової фантастики: 1926—1976. Історія субкультури». Потужний поштовх до написання цієї книги дав його духовний учитель Джон Кемпбелл. Це одна із самих добротних і ясно написаних книг такого роду.
Особливий інтерес становить класифікація фентезі, яку запропонував Дель Рей, виділяючи 5 її категорій :
- епічну (epic fantasy), що розповідає про боротьбу персоніфікованих добра і зла в іншому фентезійному світі (епопея «Володар кілець» Джона Р. Р. Толкіна, С. Дональдсон, Т. Брукс і ін.);
- героїчну фентезі з дією в стародавній варварській епосі, «література меча і магії» (sword-and-sorcery, Конан, Р. Говарда);
- оповідання жахів (weird stories або macabre stories) із темними силами та істотами абстрактного зла, що викликають ірраціональний страх (оповідання Говарда Лавкрафта);
- гумористичну фентезі (whimsy), що насичена іронією по відношенню до магії і всього надприродного (Пірс Ентоні з нескінченним циклом «Ксанф»);
- fantastic марнославства — це те, що зазвичай називають «літературною фантастикою». Традиційні прояви фентезі, так само як і наукової фантастики, у таких творах зазвичай відсутні — немає ні зорельотів, ні магів з драконами. Сюжетоутворюючим елементом служить якась фантастична істота або подія, що виходить за рамки ординарного, але не має нічого магічного і надприродного: наприклад, герой бачить прекрасну дівчину тричі за своє життя, кожен раз у вирішальні моменти, але так і не дізнається, хто вона і який між ними існує зв'язок. Типовий приклад — «Двері в стіні» Герберта Веллса[5].

## Кар'єра
Лестер дель Рей, окрім літературної займався і іншою діяльністю. У роки війни він працював на авіаційному заводі компанії «Макдонелл» в Сент-Луїсі. Після війни, з 1947 року — літературним агентом в одному з найвідоміших агентств США, що спеціалізувалися на науковій фантастиці, «Скотт Мередіт». І нарешті, зробив собі ім'я як талановитий журнальний редактор, який очолював у різні роки до десятка таких періодичних видань наукової фантастики — «Space Science Fiction», «Science Fiction Adventurer», «Fantasy Fiction» (разом з Гаррі Гаррісоном), «Rocket Stories» та інші. Крім того, Лестер Дель Рей на початку 70-х викладав курс фентезі в Нью-Йоркському університеті.
Разом із своєю четвертою дружиною, Джуді-Лінн Бенджамен, що працювала головним редактором відділу наукової фантастики у видавництві «Баллантайн», дель Рей створив і очолював самостійний підрозділ, фактично, самостійне видавництво, яке так і називалося — «Дель Рей букс». У цьому видавництві вийшли книги десятків нових талановитих авторів американської наукової фантастики і фентезі.
Помер «Гросмейстер» наукової фантастики, і Великий Редактор в 1993 році.

## Дивні таємниці
Дель Рей часто говорив, що Лестер дель Рей — це його псевдонім. А справжнє ім'я: Рамона Феліпе Сан Хуана Маріо Силвио Енріко Сміта Хіткурт-Брейса (це ім'я) Сиерре-і-Альвареса-дель-Рей-і-де-Лос-Вердеса (а це прізвище). Однак, після його смерті сестра дель Рея почала стверджувати, що його справжнє ім'я було Леонардо Кнапп, а Лоуренс Уотт-Еванс казав, що Дель Рей не хто інший, як Леонард Стамм.
Дель Рей також стверджував, що його сім'я загинула в автокатастрофі в 1935 році. Тим не менш, його сестра заявила, що в аварії в 1935 році загинула лише його перша дружина, а зовсім не батьки або брат з сестрою.

## Нагороди
- Меморіальна премія імені Едварда Е. Сміта «Небесний жайворонок», 1972.
- Балрог, 1985 — Спеціальна нагорода.
- Г'юго, 1946, ретроспективна (вручалася в 1996) — Коротка повість «В руки твої» (Into Thy Hands, 1945), «номінація».
- Всесвітня премія фентезі, (World Fantasy Award), 1980, 1981, 1983 — Спеціальна премія для професіоналів, «номінація».

У 1991 році визнаний «Гросмейстером фантастики» (див. Меморіальна премія «Гросмейстер фантастики» імені Деймона Найта).